# Tinodes israelicus
Tinodes israelicus är en nattsländeart som beskrevs av Lazar Botosaneanu och Gasith 1971. Tinodes israelicus ingår i släktet Tinodes och familjen tunnelnattsländor. Inga underarter finns listade i Catalogue of Life.